# 8 Spruce Street
8 Spruce Street, auch New York by Gehry, früher Beekman Tower, ist ein Wolkenkratzer in New York City. Das Gebäude befindet sich im Financial District in Lower Manhattan im Süden von Manhattan. Der Wohnturm wurde nach seiner Adresse benannt und im Jahr 2011 fertiggestellt. Bauherr und bis 2018 Eigentümer des von dem Architekten Frank Gehry entworfenen Gebäude war das Immobilienunternehmen Forest City Ratner des Unternehmers Bruce Ratner.

## Beschreibung
Nachdem das Bauprojekt im Süden von Manhattan im Jahr 2005 der Öffentlichkeit präsentiert worden war, begannen 2006 die Bauarbeiten. Im November 2009 erreichte das Gebäude seine maximale Höhe von 265,2 Metern (870 Fuß) und ist seitdem ein herausragender und markanter Turm in der Skyline von Downtown Manhattan. Im September 2010 waren die Arbeiten an der Fassade vollständig beendet. Sie besteht aus Edelstahl, der in einem gräulichen Ton schimmert. Die offizielle Eröffnung des Wolkenkratzers fand am 10. Februar 2011 statt. Seine Dominanz in der Skyline des südlichen Manhattan verlor er ab 2013 durch den höheren One World Trade Center. Von der bekannten Brooklyn Bridge bietet sich eine gute Sicht auf das Gebäude.
Der Wolkenkratzer verfügt über 76 Stockwerke oberhalb des Erdgeschosses, die ab der sechsten Etage mit 904 luxuriösen Mietwohnungen belegt sind. Der Wohnbereich ist über eine separate Gebäudedurchfahrt erreichbar. Der fünf Etagen umfassende und mit rötlich-braunen Ziegeln verkleidete Sockel wird von einer zum Bildungsministerium gehörenden öffentlichen Grund- und Mittelschule belegt. Das Hochhaus schließt mit einem Flachdach ab und besitzt einige kleine Rücksprünge in seiner Gestalt. Der Hauptkörper wirkt auf Betrachter wie zwei nebeneinandergestellte Säulen. Die Fassade ist leicht gewellt und weist zudem verschiedene Strukturmuster auf, die den Turm architektonisch von vielen anderen Bauten der Stadt abheben. Das Tragwerk besteht aus Stahlbeton. 8 Spruce Street gewann 2011 den Emporis Skyscraper Award, den renommierten Architekturpreis für neue Wolkenkratzer.
Nordöstliches Nachbargebäude ist die Pace Universität, dahinter befinden sich die Rampen der Brooklyn Bridge. In unmittelbarer Umgebung stehen unter anderem der deutlich niedrigere Park Place Tower, das historisch bedeutsame und etwas niedrigere Woolworth Building, das New Yorker Rathaus City Hall und das Municipal Building. Der auch bis zu seiner Fertigstellung nach der Lage an der Beekman Street als Beekman Tower bekannte Turm ist nicht identisch mit dem in der Nachbarschaft befindlichen Wolkenkratzer The Beekman Hotel & Residences.

## Ansichten

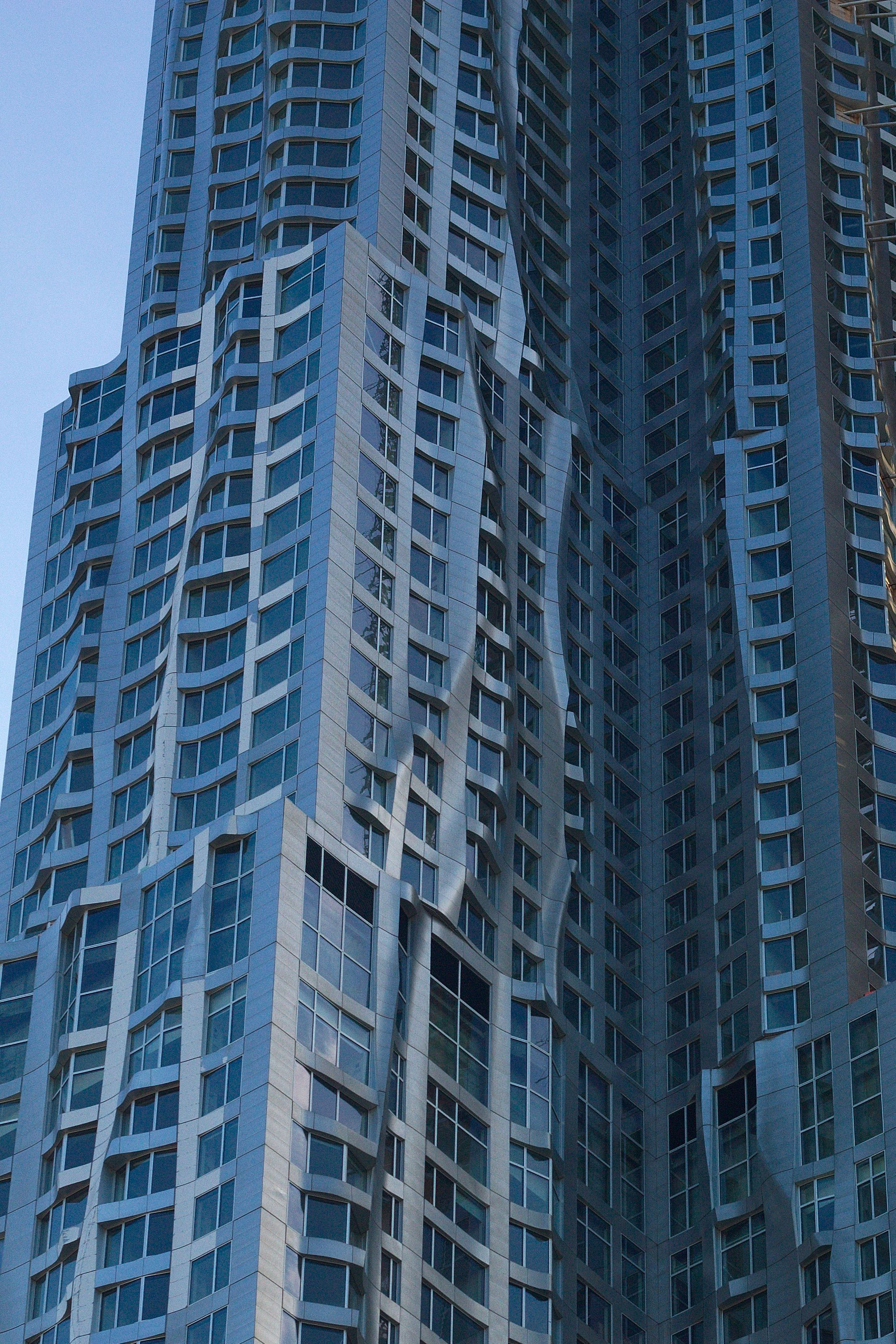
Nähere Ansicht der Fassade
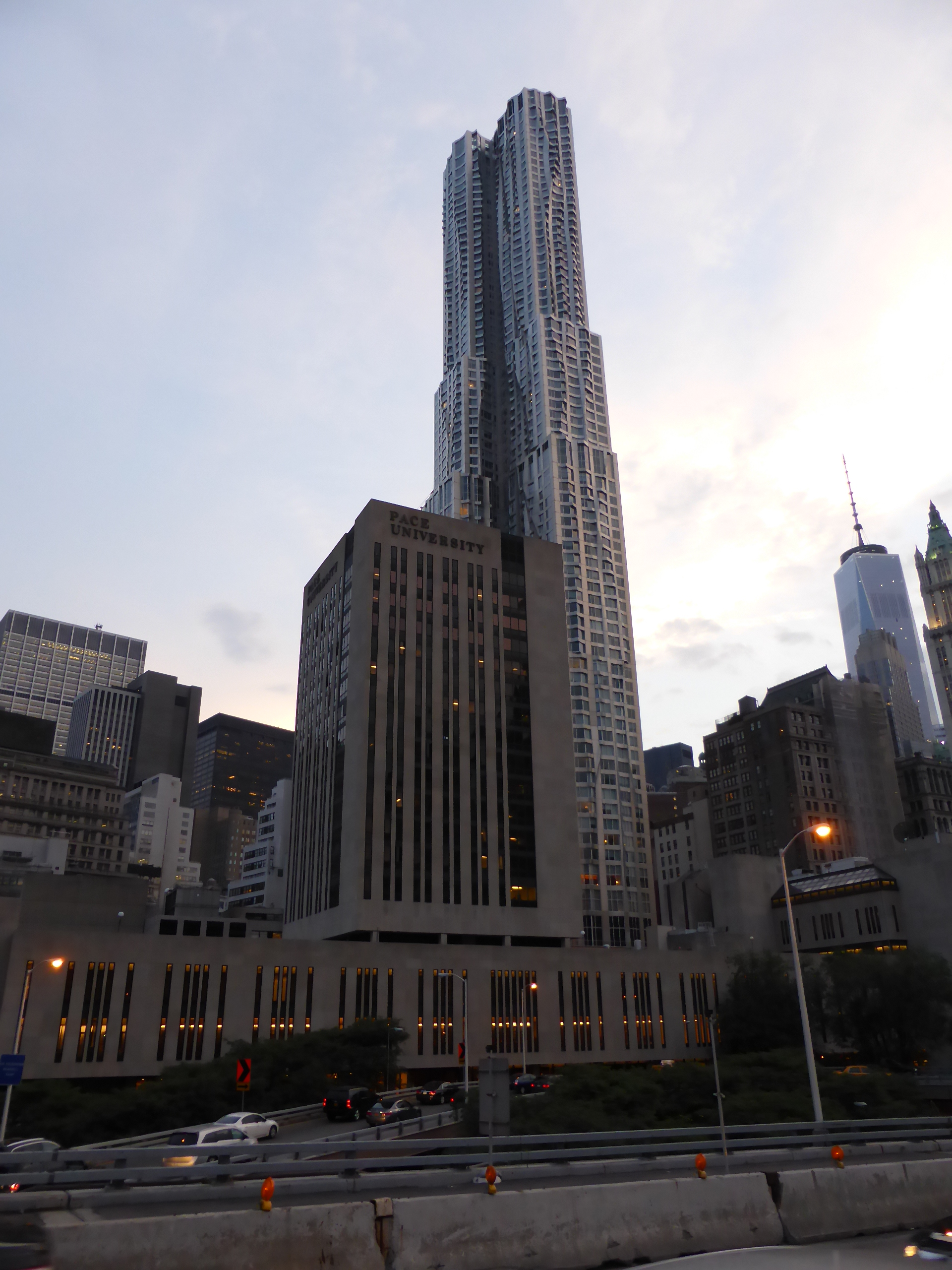
Blick von der Straße
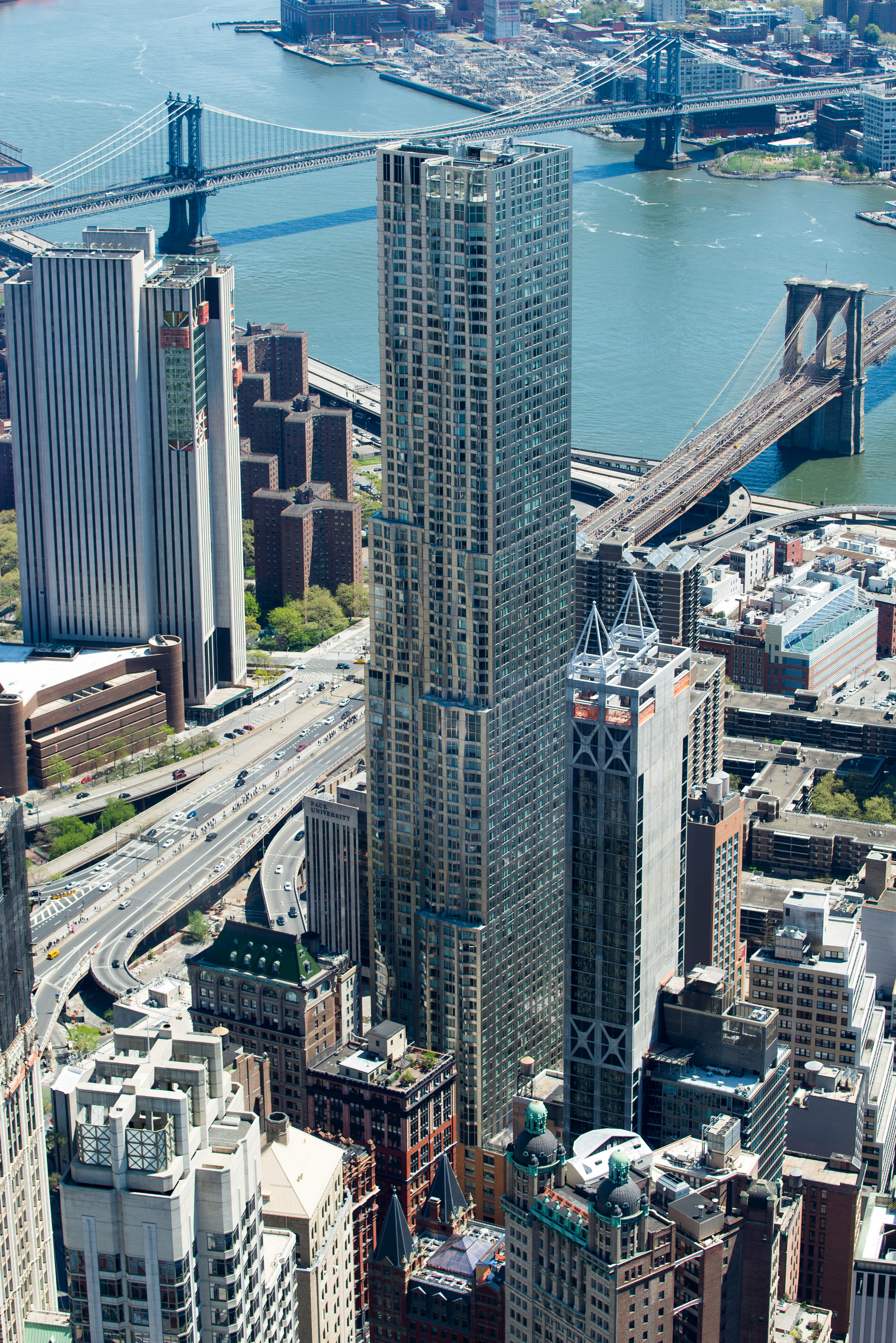
Blick vom One World Trade Center
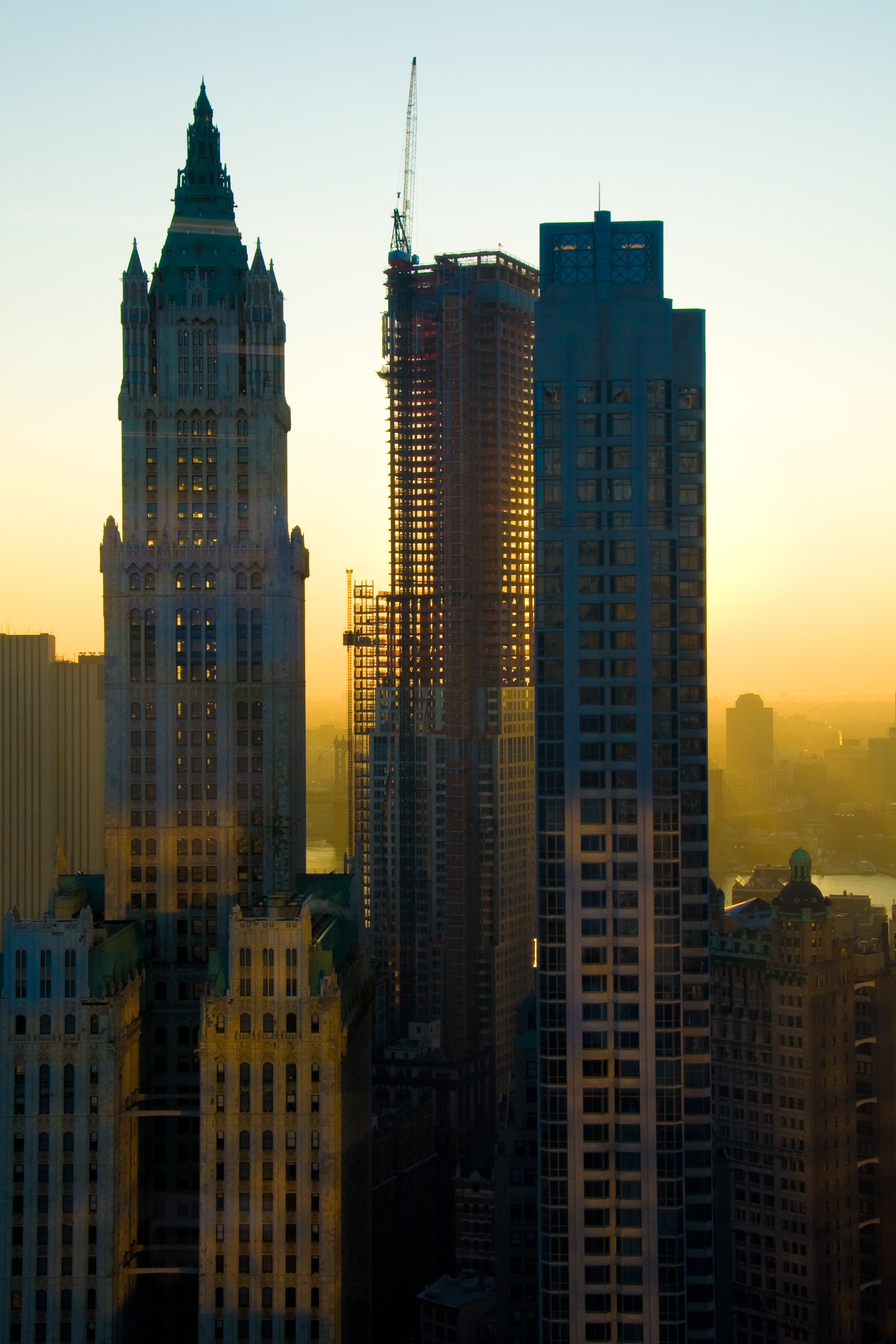
In Bau 2010, mit Woolworth Building und Barclay Tower